# NGC 3655
NGC 3655 is een spiraalvormig sterrenstelsel in het sterrenbeeld Leeuw. Het hemelobject werd op 30 december 1783 ontdekt door de Duits-Britse astronoom William Herschel.

## Synoniemen
- UGC 6396
- MCG 3-29-39
- ZWG 96.37
- KARA 477
- IRAS 11202+1651
- PGC 34935